# 恋する(おとめ)の作り方
『恋する（おとめ）の作り方』（こいするおとめのつくりかた）は、万丈梓による日本の漫画作品。略称は「おとつく」。
2019年年末に万丈梓がTwitterにアップしていた創作漫画『幼馴染（♂）を女の子にしてしまった話』が人気を博し、2020年2月21日より、改題してPixivコミック内の『comic POOL』（一迅社）にて連載されることとなった。同年9月、第1巻が一迅社より刊行され、発売を記念したPVも公開された。また、2023年10月には、第7巻発売を記念したショートPVも公開された。
電子版を含む単行本の累計発行部数は、2024年12月時点で50万部を突破している。また、2020年開催のWEBマンガ総選挙にもノミネートされ、7位に入賞した。2024年、第7回「アニメ化してほしいマンガランキング」で4位に入賞した。

## あらすじ
自分でもモテると言えるほどの容姿をもつ男子高校生御堂賢士郎は、姉たちの影響もありコスメが大好きだという秘密を抱えていた。蓄えてきたメイク技術を実践してみたくなった御堂は、幼馴染で同じく男子高校生の日浦美果にお願いして、メイクをさせてもらうことにした。すると、普段の根暗で陰キャな雰囲気とは一変した、とんでもない美少女を生み出してしまった。あまりの可愛さにドキドキしてしまう御堂だったが、御堂に密かに想いを寄せる日浦も、そんな様子にまたドキドキしていた。そんな中、日浦は御堂にメイクをしてもらい女の子になった姿で高校に通うことを決意したのだった。

## 登場人物

### 主要人物
御堂 賢士郎（みどう けんしろう）
声 - 小野友樹（1巻発売記念PV）
高校2年生。男子。コスメ好きであるが、周囲に言う勇気がないため隠している。
身長185センチメートルぐらい。誕生日は8月22日。A型。好きな女性のタイプは、黒髪清楚・自分よりも身長が低くて貧乳・肌の露出の少ない服装。3人の姉に好みはバレてしまっている。
培った化粧のテクニックを試したい欲求が我慢できず、ついに美果に頼んで試させてもらうことになる。自分好みにメイクした美果に赤面している。
それからというもの、時折、美果に頼んでメイクさせてもらっている。
3人の姉の影響でコスメが好きになっている。
コスメを買いに行くときは、帽子にマスクとサングラスで顔を隠している。
写真部に所属しているほか、文化祭の時期には友人のバンドの手伝いとして軽音部の活動にも参加している。
日浦 美果（ひうら みはて）
声 - 桑原由気（1,7巻発売記念PV）
高校2年生。男子。賢士郎の幼馴染み。癖っ毛。
身長155センチメートルぐらい。誕生日は9月10日。O型。
賢士郎にメイクされてから、見た目が女子に変わったことによって、賢士郎からの態度が好みの女性に対するものに変わったため、困惑していた。その態度の変化は不愉快ではなく、好意的であったため、学校にも女子の制服で通うことにした。
コミュニケーションが苦手で、必要最低限の交流しかしないようにしていた。女装するようになったのも、学校でも賢士郎と一緒にいたいから。
実は前々から、クラスで賢士郎が他の女子のことを 褒める度にもやもやとした感情を抱いており、賢士郎に恋をしていた自覚はあったが諦めていたものの、メイクされてから賢士郎の態度が変わったことによって勇気を出して女子の格好をすることにしている。
名字の由来は、アキレウスが少年時代に女装した時の偽名ピュラー。

### 学校
宵待 はとり（よいまち はとり）
6月20日生まれ、B型。
御堂と日浦のクラスメイト。写真部。
明智 銀之丞（あけち ぎんのじょう）
5月15日生まれ、A型。
1年生。生徒会役員兼写真部員。日浦を女子だと思っていた。
二子山 愛梨 (ふたごやま あいり)
御堂と日浦のクラスメイト。日浦を女同士の友達グループに招き入れて、よく行動を共にする。
花賀ミリア (かが みりあ)
御堂と日浦のクラスメイト。転校生。コスメ好き。黒ギャル。

### 親族
御堂 胡梅（みどう こうめ）
御堂家長女。社会人2年目。賢士郎のことは「賢士郎」と呼ぶ。
美果の着ている制服は胡梅のものであり、制服を着てディズニーに行きたかったが、サイズが合わなくなったため着て行けなかった。
御堂 菫佳（みどう すみか）
御堂家次女。大学3年生。賢士郎のことは「けーくん」と呼ぶ。
御堂 伊桜（みどう いお）
御堂家三女。大学1年生。賢士郎のことは「賢」と呼ぶ。
日浦 果乃（ひうら かの）
日浦の母。IT企業重役で海外赴任中。一時帰国の際に多少戸惑いながらも美果の女装を認める。

## 制作
作者の万丈は、「男の娘」や女装といった萌え属性を好んでいたが、そのようなキャラクターはラブコメなどにおいて主人公に選ばれないケースが多かった。万丈は「男の娘」の恋愛に真剣に向き合うべく本作の執筆を始めたと語っている。

## 書誌情報
- 万丈梓 『恋する（おとめ）の作り方』 一迅社〈comic POOL〉、既刊10巻（2025年6月3日現在）
  1. 2020年9月11日発売[3][18][19]、ISBN 978-4-7580-2153-1
  2. 2021年4月16日発売[20]、ISBN 978-4-7580-2231-6
  3. 2021年10月25日発売[21]、ISBN 978-4-7580-2303-0
  4. 2022年4月22日発売[22]、ISBN 978-4-7580-2384-9
  5. 2022年10月25日発売[23]、ISBN 978-4-7580-2458-7
  6. 2023年4月25日発売[24]、ISBN 978-4-7580-2514-0
  7. 2023年10月25日発売[4][25]、ISBN 978-4-7580-2601-7
  8. 2024年4月25日発売[26]、ISBN 978-4-7580-2692-5
  9. 2024年12月25日発売[5]、ISBN 978-4-7580-2805-9（通常版）、ISBN 978-4-7580-2806-6（特装版）
  10. 2025年6月3日発売[27]、ISBN 978-4-7580-2906-3